# Cantate
Pour le film de Miklós Jancsó, voir Cantate (film).

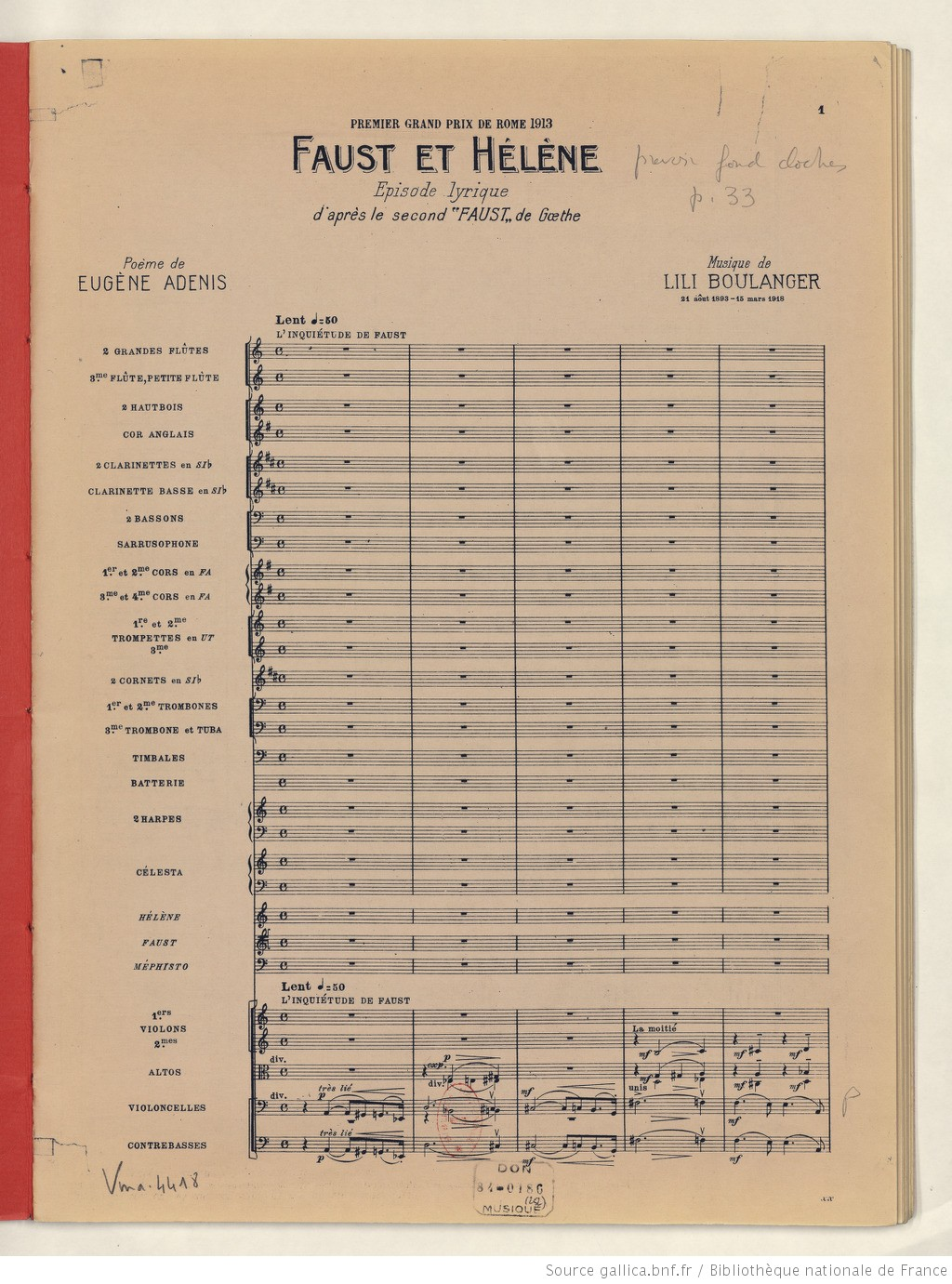
Lili Boulanger, Faust et Hélène, cantate pour le Prix de Rome (1913), première page de l'édition Recordi.

Une cantate est une prière ou poème chanté (de l'italien : cantata, en français: « chantée »). Le genre s'est développé en composition vocale avec accompagnement instrumental, requérant parfois un chœur, qui comporte plusieurs mouvements. La cantate se développe et se partage en deux catégories : elle peut être basée sur un texte au thème profane (cantata da camera) ou sacré (cantata da chiesa). À la différence de l'opéra, la cantate ne comporte aucun aspect théâtral ni dramatique : la priorité est donnée à l'expression mise en musique.
C'est à l'époque baroque que la cantate prend véritablement son essor et qu'elle s'est imposée comme un genre majeur, cultivée par un public de connaisseurs, tant de la poésie que de la musique.

## Naissance de la cantate de chambre
Le genre de la cantate de chambre est né dans l'Italie du premier baroque (Caccini), en même temps que l'opéra et l'oratorio, autres compositions vocales, dont la cantate suit l'évolution stylistique. L'œuvre naît en partant du texte poétique, généralement assez faible, d'un poète amateur (parfois noble) ou d'un membre du cénacle d'une petite cour. La mise en musique est souvent improvisée par le musicien de service ou empruntée à une pièce déjà existante. Après que les copistes ont réalisé les parties, la cantate est chantée lors d'une accademie ou conversazioni à laquelle participent les gentilshommes et leurs amis.
Le texte de ces cantates est très stéréotypé, réparti en strophes (stanze), formant l’alternance des récitatifs et arias. Les récitatifs sont composés de sept ou onze syllabes, non rimés excepté à la dernière, comme pour en indiquer la fin. Le texte est parfois un peu plus élaboré, notamment pour l'aria. La stanza d'aria est articulée en deux demi-strophes, dans le but de laisser le musicien recourir au traditionnel da capo, la répétition de la première partie.
Alessandro Scarlatti, est le maître incontesté du genre, avec plus de 800 titres et peut être considéré comme son laboratoire d'invention. La nature des textes est conforme à l'inspiration de l'académie d'Arcadie et de l'entourage de la reine Christine de Suède. Les autres compositeurs italiens du XVIIIe siècle respectent la norme établie par le napolitain, pendant toute la première moitié du siècle.
En Italie, les compositeurs de cantates les plus fameux sont Giacomo Carissimi, Alessandro Scarlatti et Antonio Vivaldi.

## Diffusion de la forme cantate à l'époque baroque

### La cantate en Allemagne
En Allemagne Jean-Sébastien Bach a composé plus de 200 cantates, surtout sacrées, mais aussi profanes. Il faut citer par ailleurs Johann Pachelbel, Dietrich Buxtehude, Georg Philipp Telemann, Christoph Graupner.
En Allemagne, on doit également citer les cantates d'église de Nicolaus Bruhns et les cantates italiennes du jeune Georg Friedrich Haendel.

### La cantate française
En France, la cantate, apparaît au tournant de 1700 et le terme désigne un genre un peu différent : la « cantate française ». Elle est généralement de sujet profane, à effectifs légers (une à trois voix, avec ou sans instruments — de un à trois — et la basse continue). Les maîtres principaux en sont Jean-Baptiste Morin (le créateur), Marc-Antoine Charpentier, Nicolas Bernier, Elisabeth Jacquet de La Guerre, Michel Pignolet de Montéclair, Jean-Philippe Rameau et surtout Louis-Nicolas Clérambault. Sébastien de Brossard est également un compositeur de cantates françaises.
La cantatille est une cantate sur le mode léger, mondaine et élégante, à voix seule et clavecin.

## Époque romantique
À l'époque romantique, ce genre tombe progressivement en désuétude.
Quelques compositeurs romantiques, comme Hector Berlioz, Robert Schumann, Felix Mendelssohn ou Gioachino Rossini, la remettront cependant à l'honneur.

## Époque contemporaine
En France, le genre de la cantate perdure davantage car il est imposé à tous les candidats au second tour du prix de Rome. Parmi les plus célèbres concourants, on peut citer Charles Gounod, Georges Bizet, Jules Massenet, Camille Saint-Saëns, Claude Debussy, Florent Schmitt, Lili Boulanger ou encore Henri Dutilleux. En quelque sorte, la cantate devient ainsi incontournable pour de nombreux jeunes compositeurs en quête de reconnaissance et de notoriété.
Au XXe siècle, certains compositeurs comme Arthur Honegger, Arnold Schönberg, Anton Webern, Igor Stravinsky, ou Carl Orff (les Carmina Burana, 1936) apportent leurs contributions au répertoire de la cantate.